# 장손성

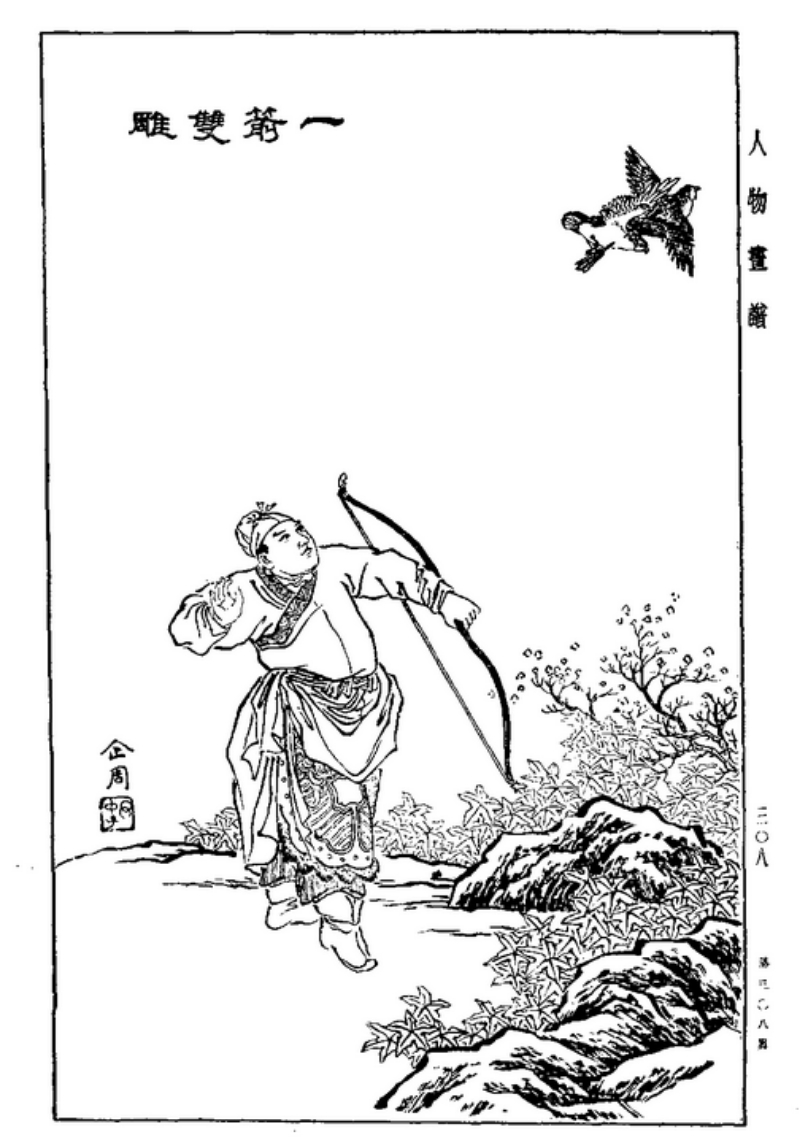
장손성

장손성(長孫晟, 552년 ~ 609년)은 하남(河南) 낙양(洛陽) 사람으로 자는 계성(季晟)이며 아명은 아왕(鵝王)이다. 북위(北魏) 상당문선왕(上黨文宣王) 장손치(長孫稚)의 증손이자 평원현후(平原縣侯) 장손시(長孫兕)의 아들로 장손무기(長孫无忌)와 문덕순성황후 장손씨(文德順聖皇后 長孫氏) 남매의 아버지이다.

## 생애 초반 및 평가
그는 수(隋)의 우효위장군(右驍衛將軍)으로 저명한 외교가이며 돌궐(突厥)을 평정한 공신이기도했다.성품은 통민(通敏)하여 다른 사람들보다 활을 잘쏘았으며 문서를 처리하는 일에 뛰어났다.북주(北周)때 무공(武功)을 숭상하여 여러 귀족 자제들과 어울리며 서로의 무예를 존중해주었는데 활쏘기로 겨루면 같은 나잇대의 이들은 모두 장손성보다 실력이 아래였다.
장손성은 18세때 사위시(司衛寺)의 상사(上士)가 되었으나 처음에는 명성이 없어 다른사람들은 그의 재능을 알아보지못했는데 오직 양견(楊堅) 만이 그를 만나보고 여러 사람 앞에서 그가 뛰어난 인재임을 칭찬하며 말하길 : "장손랑(長孫郞 : 장손성)의 무예는 여러 사람중에 뛰어나고 기략이 많으니 명장이 될만하지 않겠는가? " 하였다.

## 돌궐과의 관계
580년(대상 2년) 돌궐의 사발략가한(沙鉢略可汗)이 북주에 국혼을 청하자 북주의 무제(武帝)는 조왕(趙王) 우문초(宇文招)의 딸을 천금공주(千金公主)로 책봉하여 보내었다.
이때 북주와 사발략가한은 각 자의 위용을 뽐내기위해 날래고 용맹한 사람을 선발하여 사신을 호위하게 하였는데 장손성은 사신으로 가는 여남공(汝南公) 우문경(宇文慶)의 부사로 따르게하고 열명의 사자를 뒤따르게하자 사발략가한은 다른 사자들은 만나지 않는등 예의를 지키지 않았으나 오직 장손성을 데리고 사냥을 가는등 아낀덕에 장손성은 1년 가까이 머물러야했다.
한번은 독수리 2마리가 고기를 두고 다투자 사발략가한이 장손성에게 화살을 주며 말하길 "화살을 쏘아 맞춰보시오" 하자 장손성은 말을 타고 달리며 쏘았고 화살은 한마리의 독수리를 관통하고 다른 한마리의 독수리를 맞춰 두마리 모두 잡았다
이를 본 사발략가한이 크게 기뻐하며 자신의 아들들과 신하들에게 장손성과 가깝게 지내며 그에게 궁술을 배우도록 명하였다. 당시 사발략가한의 아우인 처라후(處羅侯)는 부족의 여러 사람의 마음을 얻었다가 형인 사발략가한의 시기를 받고있었는데 이때 장손성과 몰래 동맹을 맺었다.
한편 사발략가한의 신임을 얻어 돌궐에 머무르게 된 장손성은 돌궐에서 사냥을 하며 돌궐 산천의 형세와 부족의 강약을 파악하였다.장손성이 돌아온 뒤 양견은 북주승상을 지냈고, 장손성은 돌궐 각 부족의 세력과 지리를 상세히 알렸고 양견은 이를 듣고 크게 기뻐하며 그를 봉거도위(奉車都尉)로 임명했다.
581년(대정 원년) 2월 대승상(大丞相) 양견은 선양을 받아 수나라를 건국하고 연호를 개황(開皇)으로 고쳤다. 그해 12월 사발략가한은 아내 천금공주가 수나라로 인해 멸망한 북주의 복수를 원한다는 명목으로 북제(北濟)의 부흥 세력인 영주자사(营州刺史) 고보녕(高寶寧)과 연합해 임유관(臨渝關) 공격하여 함락시킨뒤 여러부족과 힘을 합쳐 대대적으로 수나라를 공격할 준비할 것을 약속했다.
수나라는 건국 된지 얼마지나지 않았기 때문에 문제(文帝)는 이를 크게 두려워하여 장성(長城)을 보수하게 하고 음수(陰壽)에게는 유주(幽州)를 우경칙(虞慶則)에게는 병주(倂州)를 지키게 하면서 유주,병주,을불박(乙弗泊),임도(臨洮),무위(武威) 등의 군사력을 강화하고 진수하게하였다.
장손성이 문제에게 알려주길 " 사발략가한의 숙질형제(叔侄兄弟) 들인 달두가한(達頭可汗), 아파가한(阿波可汗), 돌리가한(突利可汗) 은 각기 강군을 거느린 부족장들로 만나면 사방에 흩어져 살면서 서로 경계하고 시기하니 밖에서 힘으로 깨뜨리기엔 어려워 보일지 모르나 안에서 이간하기는 쉬울것입니다. " 하였다.
또 문제에게 상서를 올리길 : 신이 듣기로 나라에 변란이 일어났을 때 반드시 평정하고자 하면 하늘이 그 뜻을 알고 뜻한바를 이루어지게 한다 들었습니다. 삼가 생각하건데 황제 폐하께서 천년동안 제하(諸夏 : 각지의 제후)가 편하겠지만 군무를 정돈하지 않고 적을 도외시한다면 적은 다시 소란을 일으켜 침범하여 백왕(百王 : 대대로 이어져오던 군주)의 끝이 될것입니다.
바라건데 신중히 계책을 강구하고 계획한다면 만대의 복을 누릴것이나 계책을 구하지 못하고 잃는다면 백성들은 적의 소란에 불안해하고 괴로워질것입니다.신은 주나라 말 변경에 머무르며 돌궐의 내부를 살폈는데 섭도(摄圖 : 사발략가한)와 점궐(玷厥 : 처라후)의 세력은 군세는 강하나 내부의 허점이 밖으로 드러나있으니 반드시 서로 싸울것입니다.
또 점궐은 섭도의 아우로 세력은 약하나 간사하며 여러 부족의 사람들이 그에게 복종합니다.섭도는 그 명성을 따르지 못하여 점궐을 시기하며 마음을 편하게 하지 않고 의심하고 두려워하고있으며 또 아포는 그들 사이에서 무리를 이끌며 섭도를 몹시 두려워하나 마음을 정하지 못하고있습니다.
강함을 떠나 점궐에게 사자를 보내 원교근공(遠交近攻)의 계책으로 점궐과 아포 두 사람과 친교를 맺는다면 섭도는 자신의 근거지로 군사를 돌려 돌아갈것입니다.

## 장손성이 등장한 작품
- 《연개소문》(SBS, 2006년~2007년, 배우:신종섭)